# Чернишов Андрій Олексійович
Андрій Чернишов (рос. Андрей Чернышов, нар. 7 січня 1968, Москва) — радянський і російський футболіст, що грав на позиції захисника. По завершенні ігрової кар'єри — футбольний тренер. З 2014 року працює спортивним директором «Торпедо» (Москва).
Виступав, зокрема, за клуб «Динамо» (Москва), а також національні збірні СРСР, СНД та Росії.

## Клубна кар'єра
У дорослому футболі дебютував 1987 року виступами за команду клубу «Динамо» (Москва), в якій провів чотири сезони, взявши участь у 73 матчах чемпіонату СРСР.
Згодом з 1992 по 1994 рік грав за московські «Спартак» і «Динамо», після чого перерався до Австрії, де два сезони відіграв за «Штурм» (Грац).
1996 року став гравцем грецького клубу ПАОК, в якому, втім, за сезон провів лише 9 матчів. Відтоді на високому рівні практично не грав. Протягом 1997–2001 років змінив сім клубів — провів по декілька матчів за російський аматорський «Гігант» (Воскресенськ), бельгійський «Антверпен», «Торпедо» (Москва), німецький «Гройтер», а також австрійські нижчолігові «Леобен» та «Бад-Бляйберґ».
Завершив професійну ігрову кар'єру на батьківщині, провівши 2001 року одну гру за казанський «Рубін».

## Виступи за збірні
1990 року дебютував в офіційних матчах у складі національної збірної СРСР. До припинення існування радянської збірної у 1992 провів у її формі 25 матчів.
1992 року залучався до спеціально створеної для участі в тогорічному чемпіонаті Європи збірної СНД, був учасником цієї європейської першості, що проходив у Швеції. Згодом також провів три офіційні гри за збірну Росії.

## Кар'єра тренера
Розпочав тренерську кар'єру невдовзі по завершенні кар'єри гравця, 2003 року, очоливши тренерський штаб молодіжної збірної Росії.
В подальшому очолював команди московського «Спартака», тбіліського «Динамо», білоруського «Вітебська», азербайджанського «Стандарда» (Сумгаїт), брянського «Динамо», казахського «Акжайика» та саудівського клубу «Аль-Шола».
2014 року був призначений спортивним директором московського «Торпедо».

## Титули і досягнення
- Чемпіон Європи (U-21): 1990
- Чемпіон Росії: 1992, 1993